# 张晓芳
张晓芳（1960年10月—），辽宁桓仁人，女，汉族，中华人民共和国政治人物、第十二届全国人民代表大会辽宁地区代表。
毕业于东北大学材料加工专业，加入中国共产党，現任本鋼集團董事長兼党委書記。2013年，被选为全国人大代表。2016年因涉嫌贿选被认定当选无效。